# Enrique López Marín
Enrique López Marín de Insausti (Logroño, 1868-Madrid, 1919) fue un periodista y autor teatral español.

## Biografía
Nacido en 1868 en Logroño, fue autor del género chico. Estrenó unas 94 piezas finas. Cejador y Frauca le describe como escritor de ingenio y añade que algunas de sus obras fueron bastante aplaudidas. Habría dirigido la publicación El Diablo Mundo (1895), además de colaborar en revistas como La Ilustración Española, Madrid Cómico y Vida Galante. López Marín, que fue miembro de la Asociación de la Prensa de Madrid desde 1896, falleció el 11 de marzo de 1919 en Madrid.